# Ivano Guerrini
Ivano Guerrini (Livorno, 12 maggio 1907 – ...) è stato un calciatore italiano, di ruolo difensore.

## Carriera
Con il Pisa disputa 128 partite nell'arco di otto stagioni, comprese 26 presenze in massima serie a partire dal 1922-1923.